# كيلر كلاونز فروم أوتر سبيس
كيلر كلاونز فروم أوتر سبيس، وتعني المهرجون القتلة من الفضاء الخارجي، (بالإنجليزية: Killer Klowns from Outer Space)، هي فيلم سينمائي أمريكي من نوع رعب كوميديا، عرضت في دار السينما سنة 1988، من بطولة غرانت كرامر وسوزان سنايدر وجون نيلسون وجون فيرنون، ومن إخراج ستيفن شيودو.

## ميزانية الفيلم
كلفت ميزانية الفيلم 1.8 مليون دولار أمريكي.